# Kășle, Pernik
Kășle (în bulgară Къшле) este un sat în comuna Trăn, regiunea Pernik,  Bulgaria. 

## Demografie
Componența etnică a satului Kășle
     Nicio identificare (100%)
     Altele (0%)
La recensământul din 2011, populația satului Kășle era de 1 locuitori. . Pentru 100% din locuitori nu este cunoscută apartenența etnică.